# Les Nibelungen (film, 1924)
Pour les articles homonymes, voir Les Nibelungen.
Pour plus de détails, voir Fiche technique et Distribution.
Les Nibelungen (Die Nibelungen) est un film muet allemand en deux parties réalisé par Fritz Lang et sorti en 1924.

## Synopsis

### La Mort de Siegfried (Siegfried)

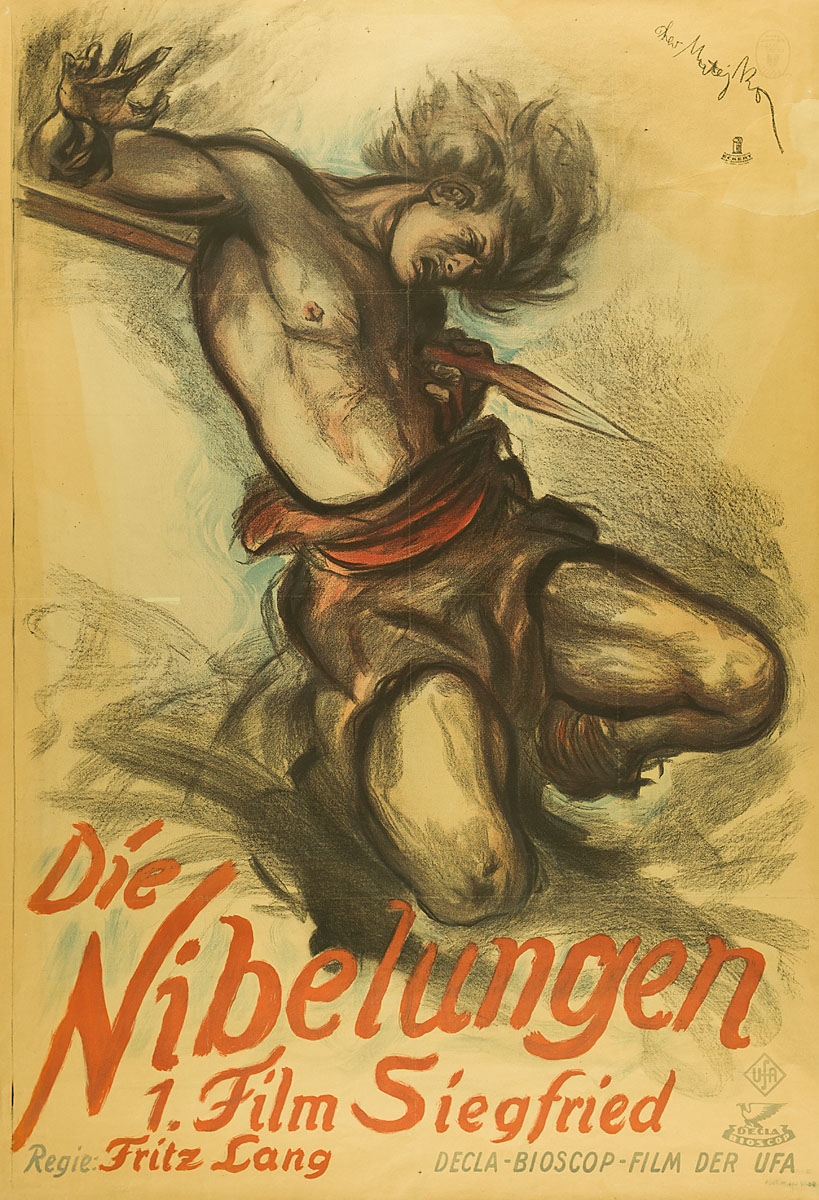
Affiche de Theo Matejko pour la première partie du film, La Mort de Siegfried.

Siegfried, fils du roi Siegmund de Xanten, termine son apprentissage chez le nain Mime. Il forge une magnifique épée. Désormais, il peut retourner chez lui, mais l'ambitieux jeune homme veut se rendre à Worms, capitale des Burgondes, pour conquérir la belle Kriemhild, sœur du roi Gunther. Traversant une forêt, il triomphe d'un dragon. Suivant les conseils d'un oiseau, il se trempe dans le sang du dragon qui le rend invulnérable à l'exception d'un endroit de son épaule où s'est posée une feuille de tilleul. Son voyage le mène ensuite sur le territoire des Nibelungen et il s'empare du trésor volé aux filles du Rhin par le roi des Nains, Alberich, ainsi que du heaume magique (en fait un camail) qui lui permet de prendre n'importe quelle apparence. Déjouant une ruse du méchant nain, Siegfried le tue mais celui-ci a le temps de maudire tous ceux qui détiendront le trésor.
Chez les Burgondes, le roi Gunther est sous la coupe d'un de ses vassaux, Hagen de Tronje, silhouette noire au casque de fer orné de plumes de corbeau. Celui-ci impose un échange : Siegfried aura Kriemhild s'il aide Gunther à séduire celle qu'il convoite, la redoutable Brunhild, qui règne sur l'Islande depuis un château protégé par un lac de feu. Le feu s'éteint devant le héros. Pour conquérir Brunehilde, Gunther doit la vaincre au lancer de rocher, au saut et au javelot. Grâce à son heaume, Siegfried se substitue à Gunther. Défaite, Brunhild est ramenée à Worms, mais encore faut-il la dompter pour la nuit de noces. Là encore, Siegfried, aidé de son heaume, s'exécute...
Siegfried a épousé Kriemhild. Entre elle et Brunhild, qui veut la considérer comme sa vassale, les choses se passent mal. Kriemhild révèle à la nouvelle reine des Burgondes le rôle joué par Siegfried. Désormais, le sort de celui-ci est scellé : Brunhild réclame à Gunther la mort de Siegfried, qui en prenant sa virginité, dit-elle, l'a déshonorée (or il s'avère que c'est faux). Kriemhild, pensant le protéger, montre à Hagen où se trouve l'endroit vulnérable de son mari et c'est naturellement là que Hagen, sur l'ordre de Gunther, frappe le héros au cours d'une partie de chasse improvisée. Malgré le désespoir de Kriemhild, le clan des Burgondes, conscient de sa complicité, fait front autour de Hagen. Elle jure de se venger alors que Brunhild, prise par le remords, se suicide sur le corps de Siegfried, après avoir révélé son mensonge.

### La Vengeance de Kriemhild (Kriemhilds Rache)
Kriemhild n'a pas pu oublier Siegfried et son lâche assassinat par Hagen de Tronje, qui reste le protégé du clan des Burgondes et s'est approprié le trésor des Niebelungen qu'il a caché dans le Rhin. Le margrave Ruediger von Bechlarn lui apporte la demande en mariage du roi Etzel (en français Attila) : elle l'accepte. La voilà reine des Huns.
Un enfant naît, nommé Ortlieb. Etzel, amoureux fou, promet alors de venger le tort fait à sa femme par les assassins de Siegfried. Pour fêter l'évènement, les Burgondes sont invités avec leur âme damnée, Hagen. Mais Etzel ne peut pas tenir sa promesse : pour les « hommes du désert », l'hospitalité est sacrée. Kriemhild fomente alors une révolte parmi les Huns qui envahissent la salle de banquet. Hagen tue l'enfant et perd de ce fait son statut d'hôte. Il est à la merci de la vengeance d'Etzel. Kriemhild accepte de laisser partir Gunther et ses proches, retranchés dans le palais, en échange de la tête de Hagen. Il refuse.
Dans la bataille qui s'ensuit Ruediger et les deux jeunes frères de Kriemhild, Gerenot et Giselher, sont tués. Elle ordonne alors de mettre le feu au palais. Seuls Hagen et Gunther en réchappent. Capturé, Hagen refuse de révéler où est caché le trésor tant que son roi vivra. Kriemhild fait exécuter Gunther, ainsi que Hagen l'espérait : il avoue qu'il est le seul désormais à connaître le secret et qu'il ne dira rien. De rage, elle le frappe avec l'épée de Siegfried avant d'être à son tour abattue par Hildebrand. Etzel ordonne que sa dépouille rejoigne celle de Siegfried, auquel elle n'a jamais cessé d'appartenir.

## Fiche technique
- Titre original : Die Nibelungen – Siegfried ou Siegfrieds Tod (1. Teil), Kriemhilds Rache (2. Teil)
- Titre français : Les Nibelungen – La Mort de Siegfried (partie 1), La Vengeance de Kriemhild (partie 2)
- Réalisation : Fritz Lang
- Scénario : Thea von Harbou
- Costumes : Paul Gerd Guderian
- Photographie : Carl Hoffmann et Günther Rittau
- Musique : Gottfried Huppertz ; thèmes de Richard Wagner
- Production : Erich Pommer
- Direction artistique : Otto Hunte
- Société de production : Decla-Bioskop
- Société de distribution : UFA
- Pays de production :  République de Weimar
- Langue : Intertitres en allemand
- Format : Noir et blanc - 35 mm - 1,37:1 - Muet
- Genre : Aventure, fantastique, drame
- Durée : 288 minutes
  - La mort de Seigfried : 143 minutes
    - Version restaurée : 144 minutes

  - La vengeance de Kriemhild : 145 minutes
    - Version restaurée : 122 minutes
- Dates de sortie :
  - République de Weimar : 14 février 1924 (Siegfried) ; 26 avril 1924 (Kriemhilds Rache)
  - France : mars 1925

## Distribution
- Margarete Schön : Kriemhild de Burgondie
- Paul Richter : Siegfried de Xanten
- Hans Adalbert Schlettow : Hagen de Tronje
- Hanna Ralph : la reine Brunhild d'Islande
- Theodor Loos : le roi Gunther de Burgondie
- Gertrud Arnold : la reine Ute de Burgondie
- Georg John : Mime, le maréchal-ferrant / Alberich le Nibelung / Blaodel (le frère d'Attila)
- Hans Carl Mueller : Gerenot de Burgondie
- Erwin Biswanger : Giselher de Burgondie
- Bernhard Goetzke : Volker de Alzey
- Hardy von François : Dankwart
- Frida Richard : la liseuse des runes (en allemand : Die Runenmagd)
- Yuri Yurovsky : le prêtre
- Iris Roberts : l'enfant
- Fritz Alberti : Dietrich de Bern
- Hubert Heinrich : Werbel
- Rudolf Klein-Rogge : le roi Attila (en allemand : Etzel)
- Georg August Koch : Hildebrandt
- Rudolf Rittner : Rüdiger de Bechlarn
- Grete Berger : une femme du peuple des Huns

## Histoire du film
Ce film muet, inspiré de légendes germaniques elles-mêmes d'origine scandinaves, est présenté au public en 1924. Fritz Lang a trente-quatre ans. Il s'est déjà construit une réputation et s'est fait connaître, notamment, par quelques films restés célèbres, comme Les Araignées, Les Trois Lumières et le premier diptyque consacré au docteur Mabuse, Docteur Mabuse le joueur. L'Allemagne se relève alors difficilement de la Première Guerre mondiale, cherche son destin mais connaît une forte instabilité économique et politique. La légende du coup de poignard dans le dos, répandue par les nazis et imputant la responsabilité de la défaite à la population civile à l'arrière du front, en particulier aux Juifs, aux milieux de gauche et aux révolutionnaires communistes de novembre 1918, cette « trahison interne », rencontre un certain succès dans les esprits de la population. La mort du héros Siegfried dans ce film, transpercé d'une lance dans le dos, évoque auprès du public cette thèse qui exonère l'armée allemande de son échec. Le fait que le scénario de ce film soit écrit par Thea von Harbou, épouse de Fritz Lang et sympathisante nazi corrobore ce lien et contribue à donner aux Nibelungen une réputation sulfureuse même si le film est trop complexe pour être réduit à une telle idéologie.
Les nazis tenteront d'ailleurs en 1933 de détourner la première partie des Nibelungen, en l'écourtant, en introduisant une voix off et en le remontant pour en faire un film de propagande et d'exaltation nationaliste,. Ce détournement de l'œuvre de Fritz Lang écarte d'ailleurs le deuxième volet, trop pessimiste et se terminant par une hécatombe.
Une restauration des deux parties est effectuée en 1988, puis en 2011, avant la sortie en 2024 d'un coffret Blu-Ray.